# اسم السنة (جائزة)

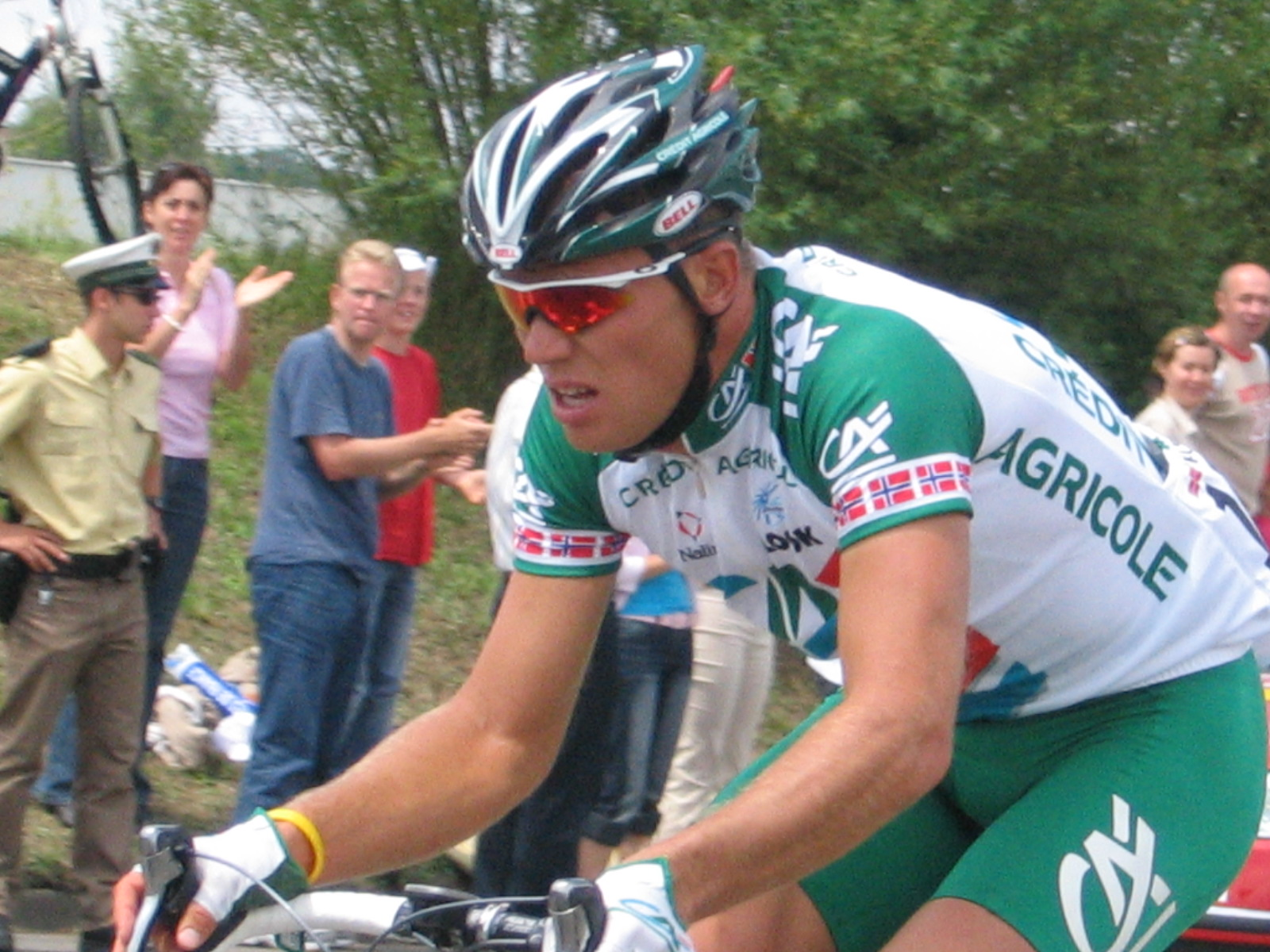

اسم السنة (بالنرويجية: Årets navn) هي جائزة تمنح من إحدى أهم وأكبر الصحف النرويجية،  فيردنز غانج التي يرمز لها بحرفي (VG).
أسست الجائزة في عام 1974، وقد تم منح الجائزة لعدة أشخاص، بما في ذلك الملك أولاف الخامس في عام 1975.

## وصلات خارجية
- Årets navn الموقع الرسمي للجائزة